# Ituglanis eichorniarum
Ituglanis eichorniarum är en fiskart som först beskrevs av Miranda Ribeiro 1912.  Ituglanis eichorniarum ingår i släktet Ituglanis och familjen Trichomycteridae. Inga underarter finns listade i Catalogue of Life.